# Microtreta jeffreyi
Microtreta jeffreyi är en tvåvingeart som beskrevs av Amnon Freidberg 2002. Microtreta jeffreyi ingår i släktet Microtreta och familjen borrflugor.
Artens utbredningsområde är Tanzania. Inga underarter finns listade i Catalogue of Life.